# Шлангенбад
Шлангенбад (њем. Schlangenbad) општина је у њемачкој савезној држави Хесен. Једно је од 17 општинских средишта округа Рајнгау-Таунус. Према процјени из 2010. у општини је живјело 6.320 становника. Посједује регионалну шифру (AGS) 6439014.

## Географски и демографски подаци
Шлангенбад се налази у савезној држави Хесен у округу Рајнгау-Таунус. Општина се налази на надморској висини од 320 метара. Површина општине износи 36,6 km². У самом мјесту је, према процјени из 2010. године, живјело 6.320 становника. Просјечна густина становништва износи 173 становника/km².

## Међународна сарадња
| Мјесто | Држава    | Врста сарадње | Од    |
| ------ | --------- | ------------- | ----- |
| Крапон | Француска | партнерство   | 1988. |
| Извор  |           |               |       |